# Орнитомимозавры

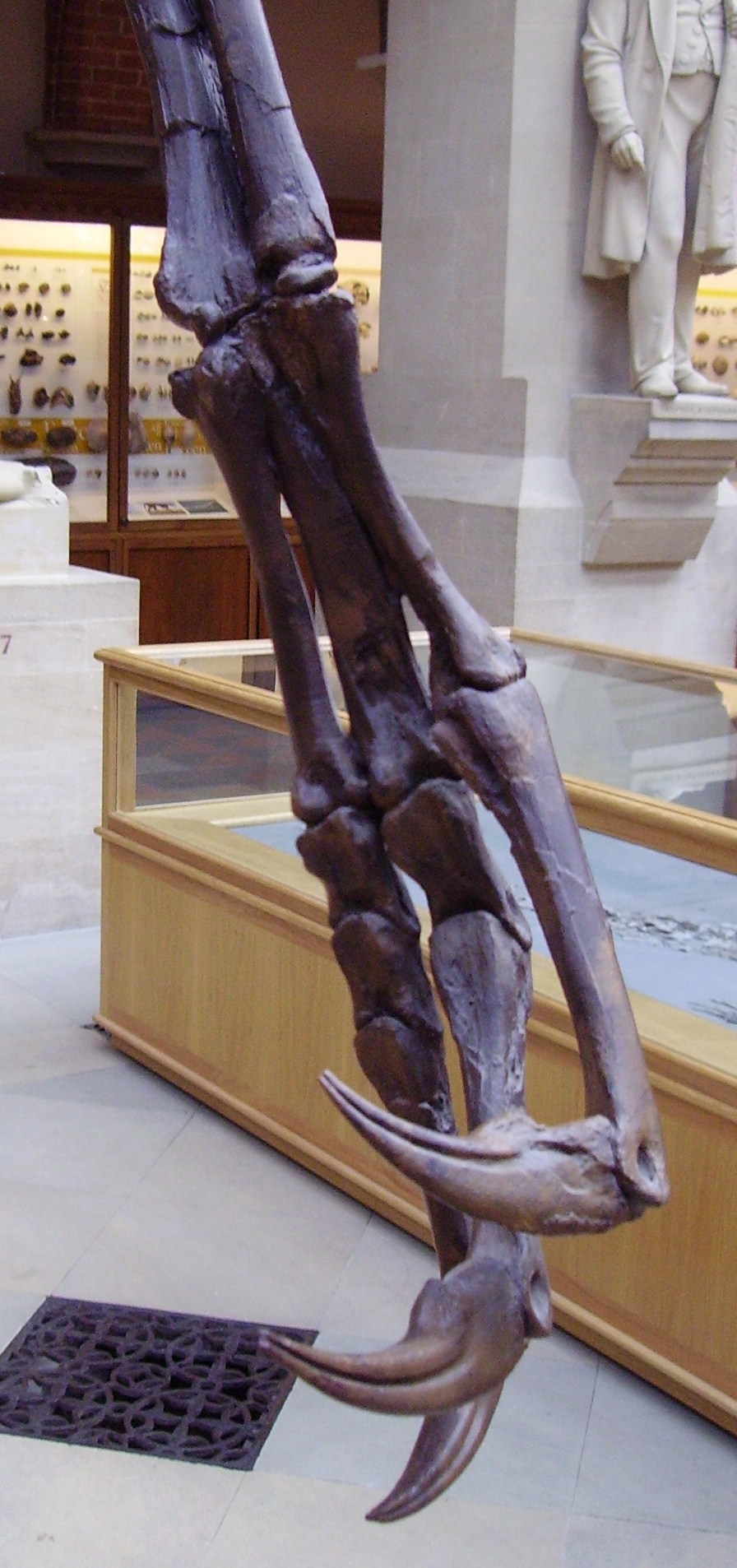
Передняя конечность Struthiomimus sedens

Орнитомимозавры, или страусоподобные динозавры (лат. Ornithomimosauria), — инфраотряд растительноядных или всеядных динозавров из группы целурозавров. Орнитомимозавры существовали на протяжении мелового периода (145—66 млн лет назад), распространившись в пределах Евразии и Северной Америки.
Инфраотряд получил своё название от рода Ornithomimus и корня др.-греч. σαῦρος — «ящер», буквально означающее «птицеподобные ящеры», из-за сходства строения с птицами.

## Описание
Представляют собой легко сложенных динозавров. Характеризуются длинными передними и мощными задними конечностями. Черепа сравнительно небольшие, зубы редуцированы. Некоторые представители обладали полностью беззубым клювом. Глазницы большие, шея тонкая и относительно длинная.
В течение своей эволюционной истории орнитомимозавры неоднократно развивали гигантские размеры тела. Ранние орнитомимозавры (до альбского века), такие как Nqwebasaurus thwazi из Африки, Hexing qingyi, Shenzhousaurus orientalis и Kinnareemimus khonkaenensis из Азии, Pelecanimimus polyodon из Европы и Nedcolbertia justinhofmanni из Северной Америки, были небольшими — около 12 кг. В течение альбского века орнитомимозавры демонстрируют тенденцию к увеличению размера тела. Такие виды как Arkansaurus fridayi из Северной Америки и Beishanlong grandis из Азии достигали массы тела более 350 кг. Тем не менее в этот период времени существовала "мозаика" из мелких, средних и крупных видов. Известно, что к концу мелового периода (кампан—маастрихт) несколько крупных видов населяли лавразийские массивы суши, в том числе Paraxenisaurus normalensis и Gallimimus bullatus. Более того, к этому времени орнитомимозавры достигли гигантизма, о чем свидетельствует вид Deinocheirus mirificus, масса которого, по некоторым оценкам, могла достигать более 6 тонн.

## Классификация
По данным сайта Paleobiology Database, на август 2021 года в инфраотряд включают следующие вымершие роды и семейства:
| - Роды incertae sedis - Afromimus Sereno, 2017 - Arkansaurus Hunt & Quinn, 2018 - Beishanlong Makovicky et al., 2009 - Deinocheirus Osmólska & Roniewicz, 1970 - Garudimimus Barsbold, 1981 - Harpymimus Barsbold & Perle, 1984 - Hexing Liyong & Jun, 2012 - Kinnareemimus Buffetaut et al., 2009 - Nqwebasaurus de Klerk et al., 2000 - Pelecanimimus Pérez-Moreno et al., 1994 - Shenzhousaurus Ji et al., 2003 | - Семейство Ornithomimidae Marsh, 1890 - Aepyornithomimus Chinzorig et al., 2017 - Anserimimus Barsbold, 1988 - Archaeornithomimus Russell, 1972 - Dromiceiomimus Russell, 1972 - Gallimimus Osmólska et al., 1972 - Ornithomimus Marsh, 1890 - Qiupalong Xu et al., 2011 - Rativates McFeeters et al., 2016 - Sinornithomimus Kobayashi & Lü, 2003 - Struthiomimus Osborn, 1916 - Tototlmimus Serrano-Brañas et al., 2016 |

В инфраотряд включают также ряд таксонов в статусе nomen dubium: Coelosaurus Leidy, 1865, Thecocoelurus Huene, 1923, Thecocoelurus daviesi Seeley, 1888, Valdoraptor Olshevsky, 1991, Valdoraptor oweni Lydekker, 1889.